# 親にはナイショで…
『親にはナイショで…』（おや - ）はTBS系列で1986年1月10日から3月28日に放送されたテレビドラマ。
一人の女子大生を巡って悶々とする男性達と家庭の欺瞞をシニカルに描いた、「オタク」や「萌え」等といったサブカルチャー発信地として世界規模的にブレイクする以前の秋葉原が舞台の異色青春コメディ。バブルに入った頃の日本社会の変容を若者を通して描き秀逸である。今なおカルト的なファンが多く2014年のCS TBSチャンネルでの再放送では大反響があった。フジのドラマ「電車男」のプロデューサーの一人は、少年時代に本作を見て、「電車男」の世界に繋がったとの逸話がある。デジタル風ドラマの嚆矢となった作品とも評価されている。

## キャスト
（参考：）
- 高階えり子〈20： 安田成美
  - 女子大学英文科に通う女子大生で、晶の家庭教師。卓の恋人だった。出身は、神戸とも芦屋とも名家の令嬢らしい。出会った男性は、皆魅了されて、人生を翻弄されてしまう。
- 日野原公路〈20〉：柳沢慎吾
  - 秋葉原駅の駅員で、卓の旧友。駅をよく乗降りしているえり子に片想いしている。姉・陽子と弟・健路と3人暮し。
- 日野原陽子〈23〉：美保純
  - 公路の姉で、高雄の電器店の店員。「とらばーゆ姉ちゃん」と言われるほど転職が多い。公路・健路と3人暮し。
- 村山杏子〈15〉：工藤夕貴
  - 秋葉原電気街の中にある甘味処「花むら」の一人娘。晶の幼馴染み。本人は晶のカノジョと思いこんでいるが、えり子が晶の前に現れて以来、彼の心がえり子に向いているのが面白くない。
- 木田卓〈20〉：尾美としのり
  - 木田家の長男。東大生で、えり子の恋人だったが雪山遭難事故で一人だけ生き残ったその後遺症から大学へも行かず引きこもりとなり、パソコンに異様に執着していて、何事にも無関心。弟・晶のことを鬱陶しく思っている
- 竹内英子〈23〉：高橋ひとみ
  - 高雄の電器店の主任店員。高雄の不倫相手。陽子やえり子たちに触発される形で自分を振り返るようになる。
- 木田晶〈15〉：三上祐一
  - 木田家の次男。高校受験を控えた中学三年生。一応幼馴染みの杏子と付き合っているが、家庭教師として来たえり子に心を奪われる。兄・卓とは仲が悪い。
- 日野原健路：山口健二
  - 公路と陽子の弟。
- 屋久志摩子：片桐はいり
- 森知子：花村美歩
- 村山千代：一谷伸江
- 椎名久美子：飛田ゆき乃
- 小松節子：奈津れい子
- 謎の応援団：大川興業
- 金井守男：加藤善博
- 大場良夫：堀広道
  - 公路の同僚。
- 吉野俊夫：五代高之
- 木田弘子〈43〉：星由里子
  - 専業主婦。高雄の妻。卓と晶のことで頭を悩ませる。家庭教師としてやって来たえり子のことを快く思っていない。夫・高雄の不倫に薄々感づいている。
- 木田高雄〈45〉：原田芳雄
  - 秋葉原の電器店「ツクモ電機7号店」の店長。弘子の夫。ちょい悪オヤジ風情のマイペースな性格。仕事上で自信を持ち、商売においてカリスマ性がある一面も。卓と晶に関する面倒事は妻・弘子に押し付け、自分はコッソリ部下の英子と不倫している。

## テーマ曲
- 主題歌「デリカシー」安全地帯
- 挿入歌「リアウィンドウのパームツリー」彩恵津子

## スタッフ
- 脚本：山元清多、青目海
- 音楽：宇崎竜童、高中正義、向谷実、角松敏生、中山美穂、LAUGHIN' NOSE、米米CLUB
- プロデュース：近藤邦勝、内野建
- 演出：市川哲夫、近藤邦勝

## サブタイトル
| 各話   | 放送日        | サブタイトル       | 脚本     | 演出     |
| ------ | ------------- | ------------------ | -------- | -------- |
| 第1話  | 1986年1月10日 | 恋の受験・合格？   | 山元清多 | 市川哲夫 |
| 第2話  | 1986年1月17日 | 中3が女子大生と    | 山元清多 | 市川哲夫 |
| 第3話  | 1986年1月24日 | ホテルでお勉強？？ | 山元清多 | 近藤邦勝 |
| 第4話  | 1986年1月31日 | きわどーい関係ね   | 山元清多 | 市川哲夫 |
| 第5話  | 1986年2月7日  | 初めての女でしょ   | 青目海   | 松田幸雄 |
| 第6話  | 1986年2月14日 | 母さん泣かないで   | 青目海   | 市川哲夫 |
| 第7話  | 1986年2月21日 | セカンドバージン？ | 山元清多 | 近藤邦勝 |
| 第8話  | 1986年2月28日 | 約束ネ 私を抱いて  | 山元清多 | 市川哲夫 |
| 第9話  | 1986年3月7日  | 熱いヨ! E気持      | 山元清多 | 松田幸雄 |
| 第10話 | 1986年3月14日 | スキなら押して     | 山元清多 | 市川哲夫 |
| 第11話 | 1986年3月21日 | 私の部屋に来て!    | 山元清多 | 松田幸雄 |
| 最終話 | 1986年3月28日 | キメてあげる今夜   | 山元清多 | 市川哲夫 |